# Robert Capron
Robert Capron (ur. 9 lipca 1998 w Providence) – amerykański aktor filmowy i głosowy.

## Filmografia

### Role filmowe
- 2010: Uczeń czarnoksiężnika jako Oliver
- 2010: Dziennik cwaniaczka jako Rowley Jefferson
- 2011: Dziennik cwaniaczka 2 jako Rowley Jefferson
- 2012: Dziennik cwaniaczka 3 jako Rowley Jefferson
- 2012: Głupi, głupszy, najgłupszy jako młody Curly
- 2017: Król polki jako David Lewan

### Role głosowe
- 2012: Frankenweenie jako Bob
- 2013: Tarzan jako Derek